# كوكي هابتا
كوكي هابتا (باليابانية: 羽畑 公貴) (22 يوليو 1983 في واكاياما في اليابان – )؛ هو لاعب كرة قدم ياباني سابق كان يلعب كمهاجم.

## وصلات خارجية
- كوكي هابتا على موقع رابطة كرة القدم اليابانية للمحترفين (اليابانية)
- كوكي هابتا على موقع عالم كرة القدم.نت (الإنجليزية)